# Alexis Beka Beka
Alexis Adelin Beka Beka (* 29. März 2001 in Paris) ist ein französisch-kongolesischer Fußballspieler.

## Karriere

### Verein
Beka Beka begann seine Karriere bei AMS Verson. Zur Saison 2008/09 wechselte er in die Jugend von SM Caen. Zur Saison 2018/19 rückte er in den Kader der Reserve von Caen. Für diese kam er in seiner ersten Spielzeit zu neun Einsätzen in der fünftklassigen National 3. Im Oktober 2019 stand er gegen den FC Valenciennes erstmals im Profikader des Zweitligisten. Sein Debüt in der Ligue 2 gab er schließlich im Dezember 2019, als er am 19. Spieltag der Saison 2019/20 gegen Clermont Foot in der Startelf stand. Bis zum COVID-bedingten Saisonabbruch kam er zu fünf Zweitligaeinsätzen, zudem absolvierte er sieben Partien für die Reserve. In der Saison 2020/21 kam der Mittelfeldspieler zu 25 Zweitligaeinsätzen, in denen er ein Tor erzielte.
Im August 2021 wechselte Beka Beka nach Russland zu Lokomotive Moskau. Nach einem Jahr verließ er den Verein wieder und schloss sich dem OGC Nizza an. Dort war er zwei Spielzeiten aktiv und absolvierte 14 Liga-, eine Pokal- sowie sieben Europapokalpartien. Dabei erzielte er in der Qualifikation zur UEFA Europa Conference League 2022/23 beim 2:0-Heimsieg über Maccabi Tel Aviv seinen einzigen Treffer für den Klub. Die Saison 2023/24 fiel der Mittelfeldakteur jedoch wegen diverser Krankheiten und Verletzungen komplett aus. Nachdem sein Vertrag im Sommer 2024 nicht mehr verlängert worden war, war Beka Beka fast sieben Monate vereinslos, ehe ihn die fünftklassige Reservemannschaft des SM Caen erneut verpflichtete.

### Nationalmannschaft
Beka Beka spielte im September 2017 einmal für die französische U-17-Auswahl. Von Februar bis Juni 2019 kam er zu sechs Einsätzen im U-18-Team. Im November 2019 kam er zu zwei Einsätzen für die U-19-Mannschaft.
Im Juli 2021 wurde er in den Kader der U-23-Mannschaft der Franzosen für die Olympischen Sommerspiele 2020 in Tokio berufen. Während des Turniers kam er in allen drei Partien seines Landes zum Einsatz, Frankreich schied allerdings bereits in der Vorrunde aus.